# Hirschbach
Hirschbach é um município da Alemanha, no distrito de Amberg-Sulzbach, na região administrativa de Oberpfalz, estado de Baviera.
A cidade de Hirschbach é membro do Verwaltungsgemeinschaft de Königstein.